# Король муравьёв
«Король муравьёв» (англ. King of the Ants) — триллер 2003 года от режиссёра Стюарта Гордона. Премьера фильма состоялась 13 июня 2003 года.

## Сюжет
Шон Кроули не может найти постоянной работы и довольствуется временными заработками, но вскоре ему улыбается удача и он устраивается на работу в строительную фирму, директор которой Рэй Метьюс — мафиози. Рэй за плату предлагает Шону последить за неким адвокатом, однако когда адвокат обнаружил причастность Рэя к ряду финансововых махинаций, то Рэй предлагает Шону убить его за 13000 долларов. Шон согласился и убил адвоката. Однако он не увидел своих денег, а в ответ получил предложение поскорее убираться из города, иначе будет убит. Но Шон, обнаружив документы-доказательства преступлений Рэя, вступает с ним в смертельную игру.

## В ролях

Кадр из фильма «Король Муравьев»

| Актёр             | Роль         |
| ----------------- | ------------ |
| Крис МакКенна     | Шон Кроули   |
| Кэри Вюрер        | Сьюзан Гэтли |
| Джордж Вендт      | Дюк Уэйн     |
| Вернон Уэллс      | Беккет       |
| Дэниэл Болдуин    | Рэй Мэтьюз   |
| Лайонел Марк Смит | Карл         |
| Тимм Шарп         | Джордж       |